# لياندرو مارتينيز
لياندرو مارتينيز (بالإسبانية: Leandro Martínez)‏ هو مغني تشيلي، ولد في 22 يوليو 1978 في بينار ديل ريو في كوبا.

## وصلات خارجية
- لياندرو مارتينيز على موقعبيزبول رفرنس.كوم (الدوري الثانوي) (الإنجليزية)